# Покрован
Покрован (болг. Покрован) — село в Болгарии. Находится в Хасковской области, входит в общину Ивайловград. Население составляет 106 человек.

## Политическая ситуация
Покрован подчиняется непосредственно общине и не имеет своего кмета.
Кмет (мэр) общины Ивайловград — Стефан Иванов Танев (коалиция партий: Болгарская социалистическая партия, Болгарская социал-демократия, Земледельческий союз Александра Стамболийского, политический клуб «Фракия», объединённый блок труда) по результатам выборов в правление общины.